# 255 av. J.-C.
Cette page concerne l'année 255 av. J.-C. du calendrier julien proleptique.

## Événements
- 19 avril (21 avril du calendrier romain) : début à Rome du consulat de Marcus Aemilius Paullus et Servius Fulvius Paetinus Nobilior[1].

- Printemps : défaite de Rome sur terre près de Tunis, sur les bords du Bagradas, par une armée punique commandée par le mercenaire spartiate Xanthippe ; Régulus, abandonné par son collègue Manlius Vulso rappelé en Italie par le Sénat, est écrasé et fait prisonnier[2].
- Été : les consuls Marcus Aemilius Paullus et Servius Fulvius Paetinus Nobilior sont envoyés en Afrique à la tête d'une flotte de 350 navires. Elle défait une flotte carthaginoise de 200 vaisseaux au cap Hermaeum, parvient à évacuer les restes de l'armée romaine qui se sont réfugiés à Clypea (Aspis) après la défaite de Tunis, mais est sévèrement endommagée par une tempête au large de Camarina, en Sicile[3]. Deux flottes romaines seront anéanties successivement en 255 et 253 av. J.-C.. Le général carthaginois Carthalon profite alors de l’affaiblissement romain pour mettre à sac Agrigente et abattre ses murailles[1].

- Début du règne d'Ariarathe III, roi de Cappadoce[4].

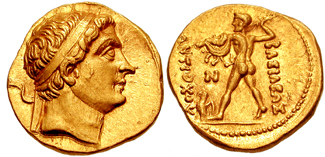
Monnaie de Diodote.

- Le satrape Diodote proclame l’indépendance du royaume grec de Bactriane vis-à-vis des Seleucides (cf. 239 av. J.-C.)[5].
- Crise de succession en Bithynie à la mort de Nicomède Ier[6]. Nicomède désigne comme successeurs les fils de son second mariage avec Etazeta, qui exerce la régence. Zélas, né d'un précédent mariage, se réfugie en Arménie[7]. Il recrute une armée de Galates avec laquelle il reconquiert son héritage et monte sur le trône après avoir éliminé son frère cadet Zipoétès III.

- Ptolémée II Philadelphe fait reconstruire la ville de Rabbath-Amon qui devient Philadelphie (Amman, en Jordanie actuelle)[8].

## Naissances
- Publius Cornelius Scipio, général et homme politique romain.